# Rhabdoblatta pectinata
Rhabdoblatta pectinata är en kackerlacksart som först beskrevs av Henri Saussure 1869.  Rhabdoblatta pectinata ingår i släktet Rhabdoblatta och familjen jättekackerlackor. Inga underarter finns listade i Catalogue of Life.